# هنریکه رودریگز
هنریکه رودریگز (انگلیسی: Henrique Rodrigues؛ زادهٔ ۴ فوریهٔ ۱۹۹۱) ورزشکار ورزش شنا اهل برزیل است.
او در مسابقات کشوری و بین‌المللی در مجموع برندهٔ ۳ مدال طلا و ۲ مدال برنز شده‌است.